# 能天使

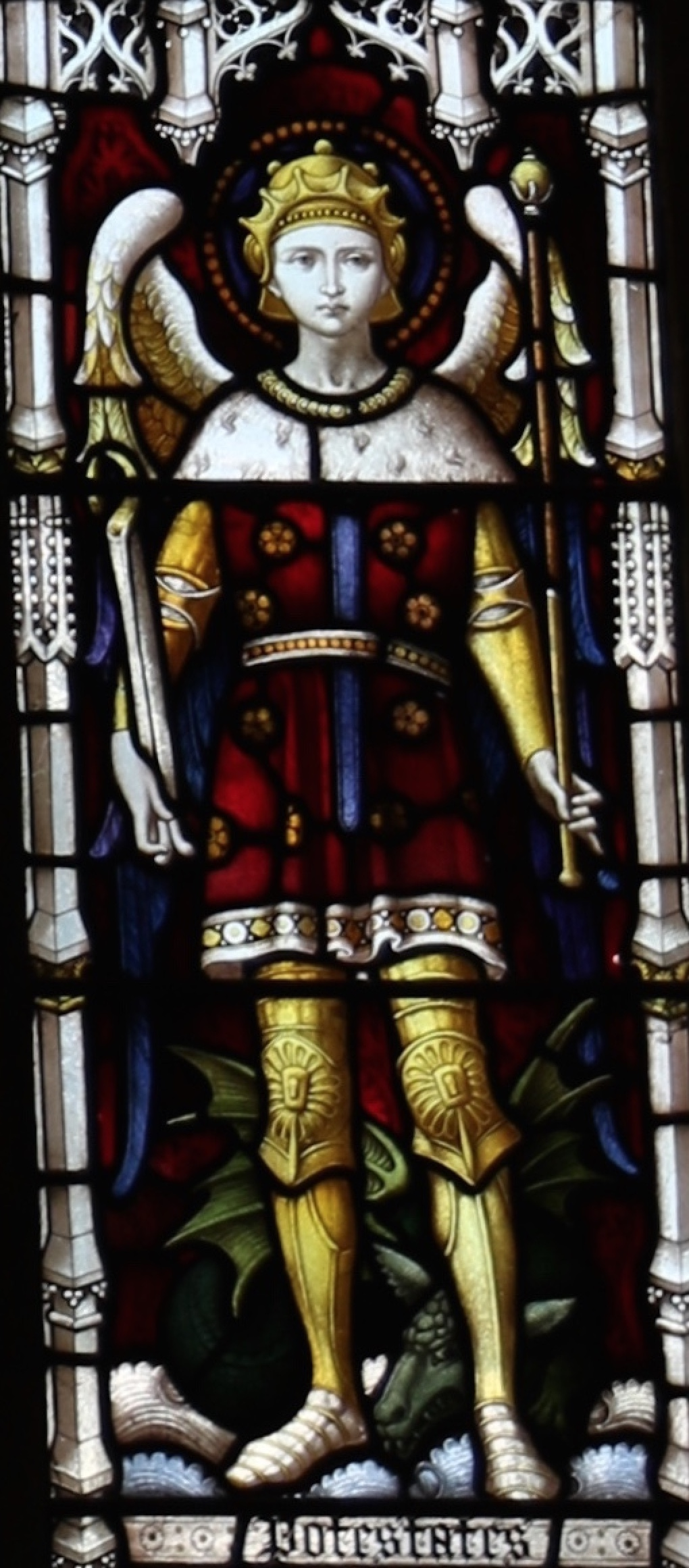
能天使、ステンドグラス、聖ミカエル及諸天使教会、ソマートン、サマセット、イングランド。

能天使（のうてんし、希: Εξουσιαι; Exousiai; エクスシーアイ、単数形でΕξουσία; Exousia; エクスシーア）は、神学に基づく天使の階級において、第6位の天使達の総称。羅: Potestates; ポテスターテース、単数形でPotestas; ポテスタース。英: Powers; パワーズ、単数形でPower; パワー。

## キリスト教

### 正教会
エフェス1:21、ロマ8:38 能力

### カトリック
神の掟を正しく実行にうつす働きを司る能力の天使。神に対して加えられた侮辱をつぐなう方法を教える。

### プロテスタント
エフェソ1:21、コロサイ1:16、2:10の誤読に基づく創作とし、存在を退ける。

## その他

### 神秘学
第6ヒエラルキー。人間よりも4段階高次の霊的な意識を持っており、天地創造にかかわった。全人類を導く霊的存在である。

### 文芸作品
神の命により、天に背いた悪魔達を滅ぼすという役目を持つ。有名な所としては、ラファエル、カマエルなどがいる。指揮官はラファエル。悪魔を滅する任務を持つが、悪魔と一番接する機会が多いため、一番堕天使になりやすい地位だという。